# Ћослије
Ћослије су насељено мјесто у Босни и Херцеговини, у општини Гламоч, које административно припада Федерацији Босне и Херцеговине. Према попису становништва из 2013. у насељу је живјело 29 становника.

## Становништво
| Демографија | Демографија | Демографија |
| Година      | Становника  | Становника  |
| ----------- | ----------- | ----------- |
| 1961.       | 250         |             |
| 1971.       | 212         |             |
| 1981.       | 176         |             |
| 1991.       | 147         |             |